# Stanislav Hudec
Stanislav Hudec (* 3. Juni 1982 in Nitra, Tschechoslowakei) ist ein ehemaliger slowakischer Eishockeyspieler, der je einmal tschechischer und polnischer Meister wurde. Bei der Weltmeisterschaft 2006 gehörte er zum Kader der Slowakei, blieb aber ohne Einsatz. 

## Karriere
Stanislav Hudec begann seine Karriere als Eishockeyspieler in seiner Heimatstadt in der Nachwuchsabteilung des HK Nitra, für dessen Profimannschaft er in der Saison 1999/2000 sein Debüt in der 1. Liga, der zweiten slowakischen Spielklasse, gab. Dabei erzielte er in neun Spielen ein Tor und gab zwei Vorlagen. Anschließend spielte der Verteidiger zweieinhalb Jahre lang für die Saguenéens de Chicoutimi, die ihn beim CHL Import Draft 2000 in der ersten Runde als 55. Spieler ausgewählt hatten, in der kanadischen Juniorenliga QMJHL, ehe er im Laufe der Saison 2002/03 in seine Heimat zurückkehrte, wo er einen Vertrag beim MHC Martin aus der slowakischen Extraliga erhielt. 
Von 2004 bis 2007 spielte Hudec für den HC Vítkovice Steel in der tschechischen Extraliga. Die Saison 2007/08 begann der Slowake bei Witjas Tschechow in der russischen Superliga und beendete sie in der Schweiz beim EHC Basel aus der National League A. Mit Basel musste er den Abstieg hinnehmen, woraufhin er den Verein verließ, um sich zur Saison 2008/09 dem HC Plzeň 1929 in der tschechischen Extraliga anzuschließen. Nach einem Tor und sechs Vorlagen in 40 Spielen, wechselte er im Januar 2009 zum Hauptstadtklub HC Sparta Prag, den er jedoch bereits im Oktober wieder verließ, nachdem er zuvor saisonübergreifend 35 Extraliga-Spiele für Sparta bestritten hatte. Über den HC České Budějovice, kehrte der ehemalige slowakische Nationalspieler in seine Heimat zurück. Dort erhielt er einen Vertrag beim Spitzenklub HC Slovan Bratislava, mit dem er am Ende der Saison 2009/10 erst im Playoff-Finale am HC Košice scheiterte. 
Zur Saison 2010/11 wurde Hudec vom tschechischen Extraliga-Teilnehmer HC Oceláři Třinec verpflichtet, mit dem er anschließend auf Anhieb den tschechischen Meistertitel gewann. Die Saison 2012/13 begann er beim HK Nitra, ehe er im Dezember nach Italien wechselte und dort beim SG Cortina einen Probevertrag unterschrieb. In der Folge wechselte er bis zu seinem Karriereende im September 2017 im schnellen Wechsel die Vereine und wurde dabei 2014 mit dem KH Sanok polnischen Meister.

### International
Für die Slowakei nahm Hudec im Juniorenbereich an der U18-Junioren-Weltmeisterschaft 2000 sowie der U20-Junioren-Weltmeisterschaft 2002 teil. Im Seniorenbereich stand er im Aufgebot seines Landes bei der Weltmeisterschaft 2006, blieb im Turnierverlauf jedoch ohne Einsatz. Anschließend kam er von 2006 bis 2009 zu insgesamt zehn Einsätzen im Nationaltrikot.

## Erfolge und Auszeichnungen
- 2010 Slowakischer Vizemeister mit dem HC Slovan Bratislava
- 2011 Tschechischer Meister mit dem HC Oceláři Třinec
- 2014 Polnischer Meister mit dem KH Sanok